# Кроули (округ)
Кро́ули (англ. Crowley County) — округ в штате Колорадо, США. Официально образован в 1911 году. По состоянию на 2010 год, численность населения составляла 5 823 человек.

## География
По данным Бюро переписи США, общая площадь округа равняется 2 072,002 км2, из которых 2 038,332 км2 суша и 33,670 км2 или 1,600 % это водоёмы.

## Население
По данным переписи населения 2000 года в округе проживает 5 518 жителей в составе 1 358 домашних хозяйств и 957 семей. Плотность населения составляет 3,00 человека на км2. На территории округа насчитывается 1 542 жилых строений, при плотности застройки около 1,00-го строения на км2. Расовый состав населения: белые — 82,95 %, афроамериканцы — 7,05 %, коренные американцы (индейцы) — 2,59 %, азиаты — 0,82 %, гавайцы — 0,02 %, представители других рас — 4,77 %, представители двух или более рас — 1,81 %. Испаноязычные составляли 22,54 % населения независимо от расы.
В составе 34,50 % из общего числа домашних хозяйств проживают дети в возрасте до 18 лет, 55,10 % домашних хозяйств представляют собой супружеские пары проживающие вместе, 11,00 % домашних хозяйств представляют собой одиноких женщин без супруга, 29,50 % домашних хозяйств не имеют отношения к семьям, 25,70 % домашних хозяйств состоят из одного человека, 13,00 % домашних хозяйств состоят из престарелых (65 лет и старше), проживающих в одиночестве. Средний размер домашнего хозяйства составляет 2,59 человека, и средний размер семьи 3,12 человека.
Возрастной состав округа: 18,80 % моложе 18 лет, 9,90 % от 18 до 24, 39,60 % от 25 до 44, 20,80 % от 45 до 64 и 20,80 % от 65 и старше. Средний возраст жителя округа 37 лет. На каждые 100 женщин приходится 205,40 мужчин. На каждые 100 женщин старше 18 лет приходится 240,90 мужчин.
Средний доход на домохозяйство в округе составлял 26 803 USD, на семью — 32 162 USD. Среднестатистический заработок мужчины был 20 813 USD против 21 920 USD для женщины. Доход на душу населения составлял 12 836 USD. Около 15,20 % семей и 18,50 % общего населения находились ниже черты бедности, в том числе — 23,60 % молодёжи (тех, кому ещё не исполнилось 18 лет) и 13,50 % тех, кому было уже больше 65 лет.